# ズーム上昇
ズーム上昇（ズームじょうしょう Zoom climb）とは、水平飛行時に得た運動エネルギー及びエンジン推力を利用し、飛行機が一時的に機体本来の上昇率を越えて上昇するマニューバーを指す。

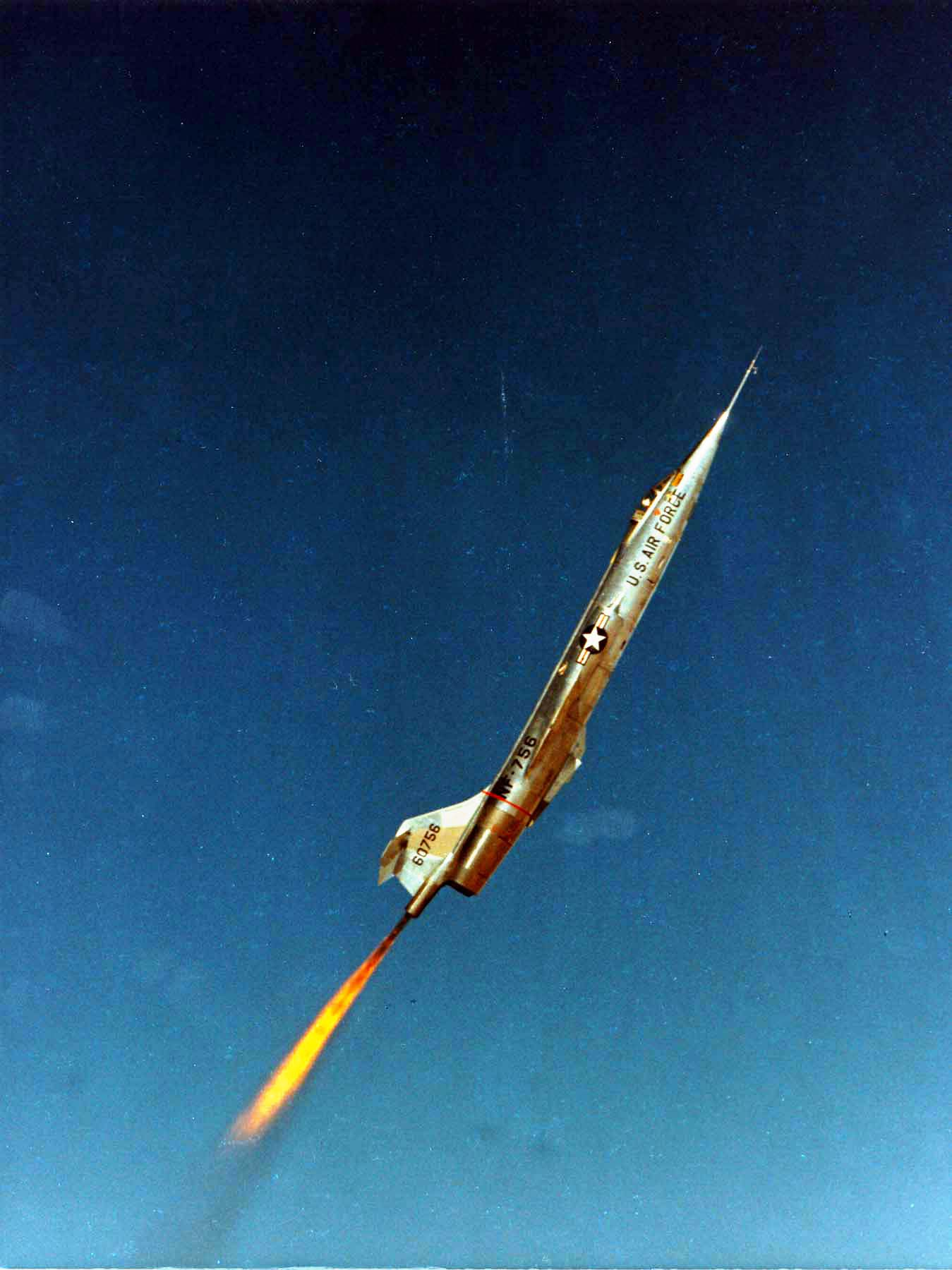
NF-104Aによるロケットを利用したズーム上昇

飛行高度の記録飛行やスクランブル発進における急上昇などで利用される。このマニューバーにより、巡航可能高度よりも高い飛行高度を得ることが可能である。

## 方法
具体的な方法としては、まず機体を水平飛行において十分な速度まで加速させ、その後、機首を上げ急上昇を行う。機首上げにより水平飛行における飛行機の運動エネルギーは上向きに変換され、この運動エネルギーとエンジン推力によって機体は上昇する。揚力を用いた上昇よりも、速度による運動エネルギーを位置エネルギーに転換する方法である。
このマニューバーでは、巡航可能高度よりも、高い飛行高度に到達可能である。その場合、高高度において空気が希薄になったことによりエンジンが推力を生み出せなくなるほか運動エネルギーが位置エネルギーに変換されることで速度が低下し、最高高度に到達後、その高度は維持できずに落下を開始する。エンジン動作限界高度を超えた場合は、エンジンが停止するが、惰性により上昇は継続し、降下後にエンジンの再始動が必要となる。ズーム上昇によってもたらされる最高高度到達記録はあくまで一時的なものであり、一般的な上昇限度を意味しない。
ズーム上昇を効果的に行うためには一般的な戦闘機のように高い推力重量比を持つエンジンとマニューバに耐えられるだけの強度が必要である。

## 用途
- 最高飛行高度の記録樹立・・・巡航可能な高度ではないものの、FAIに最高飛行高度記録として認められている。[1]
- スクランブル発進における高度の確保・・・一刻も早く上昇したい際に低高度で加速後、垂直もしくはほぼ垂直に機首を上げ巡航高度に素早く上昇する。
- 高高度標的に対する攻撃・・・高高度の標的に対する攻撃するチャンスが得られる。実戦で用いられたことはないとされる。

## 最高飛行高度記録
この方法を利用して最高飛行高度記録を達成した例が以下のように存在する。
- 英ライトニング戦闘機が米高高度偵察機U-2を超える最高高度を達成[2]
- 1959年12月6日。米F-4ファントムII戦闘機が最高高度30,040mを達成、スホーイT-43-1プロトタイプの記録(28,852m)の記録を破る
- 米NF-104Aスタファイターが27,810mの記録を達成(この際はロケットを補助に用いた。)[3]
- 1977年8月31日ソ連MiG-25が最高高度37,650mを記録。ジェット機の世界最高記録でありFAIに認定されている。[1][4]